# Teevee Monster
Teevee Monster, ook geschreven als Téévéé Monster, is een handpop uit het kinderprogramma Sesamstraat. Zijn originele, Engelstalige naam luidt Telly Monster.
Teevee was in eerste instantie een monster dat geobsedeerd was door televisie kijken; zijn naam verwijst dan ook naar de afkorting van dit toestel: tv. In zijn beginperiode had Teevee Monster een antenne op zijn hoofd en draaiden zijn spiraalvormige pupillen wanneer hij televisie keek. Zijn eendimensionale karakter, alsmede de antenne en de draaiende pupillen, werd al gauw aan de kant gezet en Teevee veranderde in het tobberige, snel gefrustreerde personage dat hij tegenwoordig nog steeds is.
Teevee komt veelal tezamen met Oscar de Nurks voor, met wie hij ondanks hun vele tegenstellingen vrienden probeert te worden. Daarnaast verschijnt Teevee geregeld in filmpjes met zijn goede vriend Baby Beer en ook met Elmo, die hem dikwijls veel te druk in de omgang is.

## Acteurs
Teevee Monster werd bij zijn debuut in 1979 gespeeld door poppenspeler Bobby Payne, maar al gauw nam Brian Muehl het personage van hem over. Muehl speelde hem van 1979 tot 1984. Sinds 1984 is Marty Robinson Teevee Monsters vaste speler.
Zijn Nederlandse stem werd in eerste instantie verzorgd door Alfred Lagarde. Na diens overlijden in 1998 werd de stem overgenomen door Fred Meijer, die deze tot op de dag van vandaag inspreekt.